# Ernesto García Cabral
Ernesto García «El Chango» Cabral (Huatusco, Veracruz, 18 de diciembre de 1890 - Ciudad de México, 8 de agosto de 1968) fue un dibujante y pintor mexicano nacido en la ciudad de Huatusco, Veracruz, famoso por sus contribuciones como caricaturista a la publicación Revista de Revistas; su obra abarca casi los 25 000 documentos.
Además, García Cabral fue experto bailarín de tangos, luchador al estilo grecorromano y pionero del cine mudo. Hombre extremadamente social, conoció a grandes personalidades de su época como Enrico Caruso, Walt Disney, Charles Lindbergh, Dolores del Río y Mario Moreno

## Biografía
Nacido en Huatusco, Veracruz. Sus primeras obras conocidas se remontan a 1900 en un diario de bocetos. Gracias a su talento, García Cabral llegó a enseñar dibujo en su escuela desde los 12 años.
En 1907, mediante gestiones previas del alcalde de Huatusco (Joaquín Castro), el gobernador de Veracruz, Teodoro A. Dehesa consigue una beca para García Cabral, lo que permite su ingreso a la Academia de San Carlos, donde toma cursos con Germán Gedovius. Profesionalmente se inicia en 1909, colaborando como ilustrador y caricaturista en las revistas La Tarántula, y Frivolidades, donde es descubierto por Fortunato Herrerías. Durante la supresión del levantamiento de Aquiles Serdán, Herrerías fue testigo ocular de los hechos, que posteriormente describió telegráficamente a García Cabral para que ilustrase el reportaje. Estas ilustraciones (10 en total) son las primeras imágenes conocidas de la Revolución Mexicana.
A pesar de esto, al estallar la revolución, tanto las publicaciones de Herrerías  como los trabajos de García Cabral  adoptaron un fuerte tono antimaderista. Posteriormente trabajó en 1911 para la revista Multicolor propiedad de Mario Vitoria, también antimaderista. Durante la revolución, realizó caricaturas de personajes como Francisco I. Madero, Enrique C. Creel, Pancho Villa, Bernardo Reyes, María Conesa y Emiliano Zapata. En un intento por callar el trabajo del dibujante, en febrero de 1912 el presidente Madero otorga a García Cabral una beca de estudios en París. Además de su aprendizaje, García Cabral trabajó en Francia para las publicaciones La Bayonette, Le Rire y La Vie Parisienne, obligado por la necesidad al cancelar la beca el presidente Victoriano Huerta.
Desarrollando paulatinamente su estilo personal y dramático, en 1915 García Cabral abandona Francia en medio de estrecheces causadas por la economía de guerra para llegar a Madrid, de allí pasa a Buenos Aires, Argentina. Dibuja allí para los periódicos La Nación, El Mundial y El Tiempo; asimismo trabaja para las revistas Caras y Caretas, I.G.B., Proteo y La Pluma, y las publicaciones chilenas Revista Popular y Los Diez. Llegó a ser agregado de la embajada mexicana en Argentina.
De retorno a México en 1918, Ernesto García Cabral se dedica al dibujo de colores y poco después trabajó como caricaturista para los periódicos Novedades, Jueves de Excélsior y Fufurufu, además de la revista Fantoche. Sin embargo es su trabajo como ilustrador de portadas para la publicación de Revista de Revistas la que le otorgó merecida fama, dando a conocer su innovador y fluido estilo que ayudó a introducir el art déco al continente americano.
En algún momento colaboraría asimismo para las revistas Hoy, Revista de Revistas, Ferronales, Ícaro y Sócrates entre otras más.
Ganador en 1961 del premio Mergenthaler concedido por la Sociedad Interamericana de Prensa, el Chango Cabral falleció en Ciudad de México el 8 de agosto de 1968, curiosamente el mismo día que la actriz Elvira Quintana, de hecho ambos fueron sepultados al día siguiente.

## Filmografía
- 1924 : Atavismo de Gustavo Sáenz de Sicilia
- 1926 : Un drama en la aristocracia de Gustavo Sáenz de Sicilia
- 1965 : En este pueblo no hay ladrones de Alberto Isaac

## Distinciones
- Premio Ottmar Mergenthaler de la Presse Interaméricaine
- Premio Nacional de las Artes Plásticas de México